# Dugesia iranica
Dugesia iranica és una espècie de triclàdide dugèsid present a l'Iran i Turquia. Els espècimens preservats mesuren més de 8,5 mm de longitud i 1,8 d'amplada.
Aquesta espècie comparteix amb D. arcadia i D. minotauros la presència d'un plegament lateral a l'esquerra de la base de la papil·la peniana. Tanmateix, és més similar a D. minotauros, tot i que té una naturalesa més glandular del penis i del plegament.